# Salih Faraj
Salih Faraj (arab. صالح فرج) – iracki koszykarz, uczestnik Letnich Igrzysk Olimpijskich 1948.
Był uczestnikiem igrzysk w Londynie. W czterech olimpijskich spotkaniach zdobył sześć punktów, przy tym notując także cztery faule. Razem z kolegami z reprezentacji zajął 22. miejsce, a jego drużyna przegrała wszystkie mecze turnieju.